# 海運関連の業界団体の一覧
日本の海運関連の業界団体の一覧（かいうんかんれんのぎょうかいだんたいのいちらん）を示す。
海運事業者の親睦などを目的とする団体、技術向上などを行う団体など、多岐にわたる。

## 業界団体一覧
- 全国小型船舶教習所連合会
- 日本船主協会
- 日本長距離フェリー協会
- 日本内航海運組合総連合会
  - 内航大型船輸送海運組合
  - 全国海運組合連合会
  - 全国内航タンカー海運組合
  - 全国内航輸送海運組合
  - 全日本内航船主海運組合
- 日本港運協会
- 日本港湾協会
- 日本海運集会所

## 関連団体一覧
- 海洋政策研究財団
- 日本水難救済会
- 日本水先人会連合会
- 全日本船舶職員協会
- 操縦免許取得推進協議会
- 日本海事協会
- 日本海事広報協会
- 日本船長協会
- 日本船主責任相互保険組合
- 海技教育財団
- 日本水路協会
- 日本船舶輸出組合
- 日本船舶機関士協会
- 日本舶用機関整備協会
- 日本外航客船協会
- 日本旅客船協会
- 港湾近代化促進協議会
- 港湾空港建設技術サービスセンター
- 日本海運振興会
- 日本海上コンテナ協会
- 日本海運貨物取扱業会
- 日本インターナショナルフレイトフォワーダーズ協会
- 日本海洋レジャー安全・振興協会
- パーソナルウォータークラフト安全協会
- 海技振興センター
- 日本海難防止協会
- 日本船員雇用促進センター
- 沿岸開発技術研究センター
- 日本貿易振興会
- 日本通関業連合会
- 日本貿易関係手続簡易化協会
- フィッシャリーナ協会
- 日本マリーナ・ビーチ協会
- 港湾物流情報システム協会
- 日本海洋少年団連盟
- 日本国際貿易促進協会
- 日本貨物検数協会
- マリンフロート推進機構
- 海上災害防止センター
- 船員災害防止協会
- 日本殉職船員顕彰会
- 日本海事センター
- 国際船員労務協会
- 国際港湾協会
- 全国モーターボート競走施行者協議会

労働組合
- 全日本海員組合
- 全日本港湾労働組合